# Васудэва I

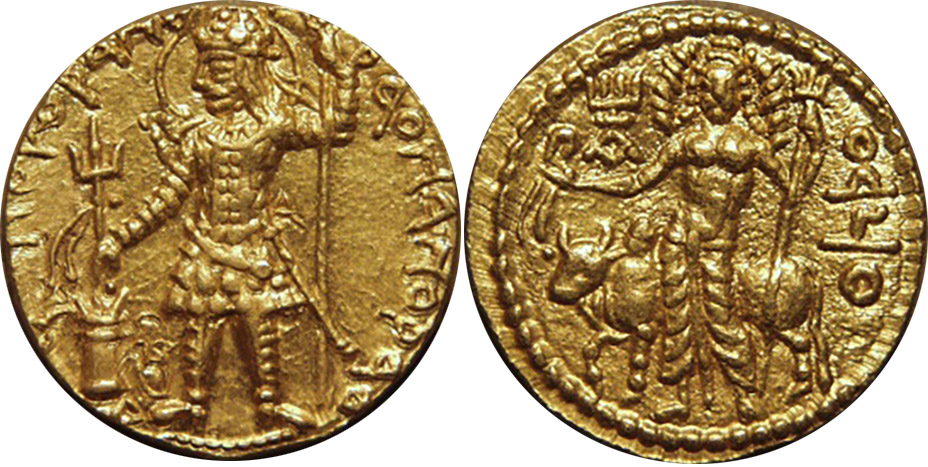
Васудэва I. Золотой динар в «кушанском стиле». Диаметр 21 мм, масса 8,06 г Лицевая сторона: Царь в парадном облачении опирается на копье и приносит жертву на алтарь. Круговая легенда на бактрийском: «þaonanoþao … b … azodηo koþano». Оборотная сторона: бог Шива с мифическим быком-спутником Нандином. В руках трезубец и диадема.

Васудэва (бактр. ΒΑΖΟΔΗΟ [Bazodeo], кит. 波調 [Bodiao]) — правитель Кушанского царства, последний из великих царей, занимавший трон предположительно в 166—200 г. н. э. (64-98 гг. «Эры Канишки»), правивший после Хувишки I. Известен как по эпиграфическим памятникам (надписям), так и по легендам на монетах.
В период правления Васудэвы кушанские цари уделяют основное внимание индийским территориям в долине реки Ганг. Кушанам становится все труднее удерживать под своей властью провинции на северо-западе. Можно говорить об активной индианизации Кушан в это время: они усваивают индийские традиции, вступая в очень тесный контакт с местным населением. Матхура в этот период играет особую роль в политической и культурной жизни Кушанской империи.
В период правления Васудэвы проявляются признаки упадка Кушанской империи. Это выражается с одной стороны, в серьезной борьбе с государством Сассанидов, с другой стороны — в борьбе с местными индийскими династиями. Так, кушанские цари вынуждены были признать самостоятельность династии Нагов, правивших в Матхуре, и царей Каушамби. Вскоре кушаны потеряли и области Центральной Индии. Ещё одно свидетельство экономической слабости Кушанской империи при Васудэве I — деградация монетного чекана. Если золотые монеты с именем Васудэвы полностью отвечают общепринятому стандарту, то наиболее ходовые медные монеты уже содержат только часть обычной легенды и грубо изготовлены (некоторые из них, выпущенные его наследниками, рассматриваются как имитации монет Васудэвы).
В литературе описано не менее семи надписей письмом брахми с именем «Васудэва», обнаруженных в районе Махтуры. Типично индийское имя Васудэвы I, а также выпуск монет с изображениями Шивы и Лакшми(?) свидетельствуют в пользу того, что Васудэва I был индуистом и опирался на брахманизм. По мнению историков, при Васудэве I восторжествовала та разновидность культа Шивы, которая отличалась нетерпимостью к другим религиям и культам. Поскольку «Васудэва» — это имя отца Кришны в индуизме, Васудэва I стал первым кушанским царем с именем индуистского бога.
Нумизматические особенности монет Васудэвы I — стилистические традиции, легенда и изображение царя на лицевой стороне — характерны для кушанской чеканки и не позволяют специалистам однозначно считать Васудэву I основателем новой династии, но напротив — последним кушанским царем. В конце II — начале III в. в долине реки Ганг возникают ярко выраженные индийские царства, чеканящие собственные, отличные от кушанских монеты. После смерти Васудэвы I в 200 г. Кушанское царство на этой территории более не существует: индийские владения кушан распадаются, персы (Сасаниды) проникают в Северо-Западную Индию. Однако владения кушан на севере с центром в современном Таджикистане продолжали существовать. Имеются сведения об их контактах с Китаем.
Известны находки монет царя с именем «Васудэва» далеко за пределами территории Индии. В литературе описан клад золотых монет царя Васудэвы, совершенно неизношенных, найденный на территории Аксумского царства (северо-восток африканского континента). Предположительно монеты этого клада были собраны Кушанским царем и затем доставлены в столицу Аксумского царства. Поскольку в Аксумском государстве не выявлено развитых товарно-денежных отношений, сделано предположение о том, что клад является посольским даром кушанского царя Васудэвы и предназначался для Аксумского царя. Считается, что в III в. н. э. египетское мореплавание переживало кризис, и торговля с Индией осуществлялась через Аксумское царство. Именно сюда направлялись послы Васудэвы с предназначенными для местного царя богатыми дарами в виде золотого кушанского чекана.

## Версия о нескольких царях с именем «Васудэва»

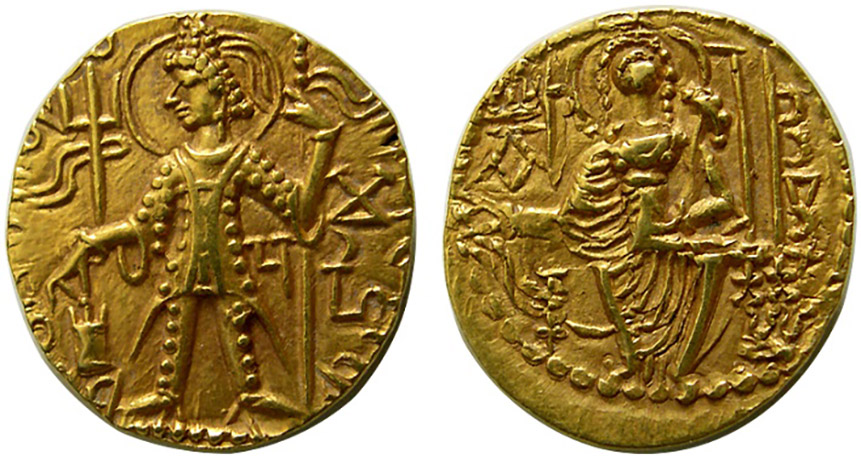
Васудэва II. Золотой динар в «кушанском стиле». Диаметр 19 мм, масса 7,67 г. Лицевая сторона: Царь в конической короне и нимбом опирается на копье и приносит жертву на алтарь. Оборотная сторона: Богиня плодородия Ардохш (Ардохшо) держит диадему и рог изобилия.

Сохранилось большое число золотых монет царя с именем «Васудэва». Значительные различия золотых монет Васудэвы дали основание многим нумизматам предполагать, что их выпускали несколько царей: Васудэва I, Васудэва II и даже Васудэва III. По мнению Л. А. Боровковой, факт правления в течение всех 34 лет (с 166 по 200 г. н. э.) непосредственно друг за другом двух и тем более трех царей с одинаковым именем в древней истории Востока не имеет аналогов и потому вызывает сомнения.
По мнению Б. Я. Ставиского, на основе нумизматических данных имеются наиболее убедительные основания выделять лишь двух царей с именем «Васудэва» — Васудэву I и Васудэву II. Между ними, возможно, правил ещё один царь с именем «Канишка». Этой же гипотезы с последовательностью правления Васудэва I → Канишка III → Васудэва II придерживаются некоторые другие авторы.
В древнекитайских источниках Васудэва, вероятнее всего, известен под именем «Подяо» (Л. А. Боровкова), «Бо-дюо» (Б. Я. Ставиский) или «Bodiao». Кушанский царь с именем «Подяо»/«Бо-дюо» (как его именовали китайцы) отправляет посольство ко двору императора в поисках союза. Он ощущал угрозу, исходящую от государства Сассанидов, созданного в 224 г. Если учесть, что Васудэва I, согласно эпиграфическим данным, правил между 166—200 г. н. э., а посольство с дарами прибыло ко двору Вэй в январе 230 г. н. э., действительно есть основания выделять двух царей с именем «Васудэва» — Васудэву I и Васудэву II. Если отказаться от такого разделения, необходимо увеличить продолжительность правления Васудэвы I, по меньше мере, до 230 г. н. э. (с 166 г.), что, однако, противоречит эпиграфическим данным.
Историки, признающие существование Васудэвы I, Васудэвы II и даже Васудэвы III (это разделение базируется на различиях монет с именем «Васудэва»), часто отождествляют Подяо с Васудэвой II, однако признают, что доподлинно установить связь китайского Подяо с одним из царей по имени «Васудэва» с абсолютной точностью не удается.
Л. А. Боровкова склонна отождествлять Подяо не с Васудэвой, а с Канишкой III.
Историки, не признающие существование нескольких царей с именем «Васудэва», считают, что одни лишь различия в стилистике монет не достаточны для выделения нескольких царей с одинаковым именем. Так, по мнению Е. В. Зеймаля, если брать не единичные экземпляры, а весь последовательный ряд видоизменений (по всем дошедшим до нас экземплярам), можно проследить, как постепенно, серия за серией, эти изменения накапливались. Изменения — постепенные, с тенденцией к схематизации и к огрублению — проявляются в изображениях, в легенде, в искажениях тамги, а также в увеличении диаметра кружка и в приобретении им чашевидной («скифатной») формы. Однако, ни содержание легенды, ни композиционные схемы лицевой и оборотной сторон при этом не претерпевают изменений: различия касаются, в первую очередь, технической стороны (включая мастерство резчика как художника и его грамотность), но никаких политических перемен не отражают.